# Xiawo
Xiawo (kinesiska: 峡窝, 峡窝镇) är en köping i Kina. Den ligger i provinsen Henan, i den centrala delen av landet, omkring 35 kilometer väster om provinshuvudstaden Zhengzhou. Antalet invånare är 37 665. Befolkningen består av 18 872 kvinnor och 18 793 män. Barn under 15 år utgör 15,0 %, vuxna 15-64 år 74 %, och äldre över 65 år 10,0 %.
Genomsnittlig årsnederbörd är 617 millimeter. Den regnigaste månaden är juli, med i genomsnitt 126 mm nederbörd, och den torraste är december, med 4 mm nederbörd.